# Черен кълвач
Черният кълвач (Dryocopus martius) е вид птица от семейство Кълвачови. Среща се и в България. Защитен вид е в България

## Общи сведения
При черния кълвач се наблюдава полов
диморфизъм. Мъжкият има черно оперение, като само на челото, темето и тила има червени перца, а при женската червен е тилът. Младите кълвачи от този вид имат кафяв оттенък на оперението и червено теме.

## Разпространение
Черният кълвач обитава предимно планински широколистни, смесени или иглолистни гори. На територията на България може да се срещне в западните и югозападните райони: Пирин, Родопите, както и в западните и средните дялове на Стара планина.
През последните години черният кълвач се забелязва и в градска среда. В София е забелязан на територията на Борисовата градина, Южния и Западния парк и ниските части на Витоша. Регистрирана е поне една размножителна двойка в Борисовата градина.

## Начин на живот и хранене
Черният кълвач живее по дърветата. Той има 4 пръста на краката си, с които се захваща за дърветата. Пръстите му са със здрави нокти. Ноздрите му са покрити от пера, които предпазват дихателните му пътища при дълбането по дърветата.
Неговата опашка е много здрава и служи за подпиране когато се храни.
През лятото храната на кълвачите се състои от насекоми, както и от ларвите на насекоми, а през есента и зимата – от семената на дърветата.
Черният кълвач е птицата с най-дълъг език в Европа – над 12 cm. 

## Размножаване
Черният кълвач се размножава през пролетта, издавайки звуци чрез почукване по стволовете на дърветата, за да привлече вниманието на останалите кълвачи. След това брачната двойка издълбава дупка с квадратен вход. Вътре женската снася 4-6 яйца, които мъти около 2 седмици. Отглеждат 1 поколение годишно. Грижата за поколението се пада на двамата родители, които всекиднено прелитат до хралупата до 300 пъти, за да хранят малките.

## Допълнителни сведения
Черният кълвач играе важна роля в горските екосистеми. Той е единственият вид кълвач, издълбаващ достатъчно големи хралупи, позволяващи след това заселването им от гълъб хралупар, кукумявка, различни видове сови и др.